# Helena Dretar Karić
Helena Dretar Karić, née le 28 novembre 1979, est une pongiste handisport croate concourant en classe 3 Elle possède une médaille d'argent (2016) et une médaille de bronze (2020) par équipes.

## Carrière
Aux Jeux paralympiques d'été de 2016, elle éliminée dès le premier tour après avoir perdu tous ses matchs de poule mais elle remporte l'argent avec Anđela Mužinić dans l'épreuve par équipes. Quatre ans plus tard aux Jeux de 2020, Karić remporte cette fois le bronze par équipes.

## Palmarès

### Jeux paralympiques
- médaille d'argent par équipes classe 1-3 aux Jeux paralympiques d'été de 2016 à Rio de Janeiro
- médaille de bronze par équipes classe 1-3 aux Jeux paralympiques d'été de 2020 à Tokyo